# Geesthacht
Geesthacht település Németországban, Schleswig-Holstein tartományban. Lakosainak száma 32 763 fő (2023. december 31.). Geesthacht Tespe, Escheburg és Kröppelshagen-Fahrendorf községekkel határos.

## Népesség
A település népességének változása:
| Lakosok száma | 24 745 | 30 407 | 30 551 | 31 539 | 32 336 | 32 763 |
|               | 1975   | 2017   | 2019   | 2021   | 2022   | 2023   |